# Kogigonalia enola
Kogigonalia enola är en insektsart som beskrevs av Young 1977. Kogigonalia enola ingår i släktet Kogigonalia och familjen dvärgstritar. Inga underarter finns listade i Catalogue of Life.